# Katwilgbladrandgalmug
De katwilgbladrandgalmug (Rabdophaga roskami) is een muggensoort uit de familie van de galmuggen (Cecidomyiidae). De wetenschappelijke naam van de soort is voor het eerst geldig gepubliceerd in 1989 door Stelter.